# Bataille de Léogane
Révolution haïtienne
Batailles
Insurrections (1791-1793)
- Bois-Caïman
- Croix-des-Bouquets
- Morne Pelé
- 1re La Tannerie
- Port-au-Prince
- Le Cap-français

Interventions espagnoles et britanniques (1793-1798)
- 2e La Tannerie
- Marmelade
- Saint-Michel-de-l'Attalaye
- Ennery
- 3e La Tannerie
- Fort-Dauphin
- 1re Tiburon
- L'Acul
- La Bombarde
- 2e Tiburon
- Les Gonaïves
- Port-Républicain
- 1re Dondon
- Massacre de Fort-Dauphin
- Saint-Marc
- Léogane
- Saint-Raphaël
- Trutier
- 3e Tiburon
- 1re Verrettes
- Grande-Rivière
- Mirebalais
- Las Cahobas
- 2e Verrettes
- Petite-Rivière
- 2e Dondon
- 1re Les Irois
- Jean-Rabel
- 2e Les Irois

Guerre des couteaux (1799-1800)
- Jacmel

Expédition de Saint-Domingue (1802-1803)
- La Ravine-à-Couleuvres
- Kellola
- Plaisance
- La Crête à Pierrot
- Noyades du Cap-Français
- Port-au-Prince
- Vertières
- Massacres de 1804 en Haïti

La bataille de Léogane a lieu pendant la révolution haïtienne. Le 6 octobre 1794, les Républicains s'emparent de la ville de Léogâne.

## Prélude
La ville de Léogâne est sous occupation britannique, mais ces derniers s'attirent l'hostilité de la majorité des hommes de couleur qui protestent contre la domination des colons blancs. Aussi décident-ils d'envoyer une missive au général républicain Rigaud dans lequel ils lui demandent d'attaquer la ville, lui promettant de se soulever contre les Anglais à son arrivée.
Les députés rencontrent les républicains à Petit-Goâve où ils sont reçus par Pinchinat, alors malade. Rigaud, informé à son tour, fait suivre au général Beauvais à Jacmel. Celui-ci envoie au Grand-Goâve 1 000 hommes de la légion de l'Ouest, composée d'infanterie, d'artillerie et de cavalerie. De son côté, Rigaud rassemble ses forces aux Cayes où il recrute bon nombre de volontaires, puis se met en marche avec ses troupes fortes de 2 000 hommes, gardes nationaux et soldats de la légion de l'Égalité du Sud. En chemin les Républicains occupent Saint-Louis et Aquin où ils arrêtent les partisans de la Grande-Bretagne. Puis ils gagnent Grand-Goâve où ils font leur jonction avec les hommes de la légion de l'Ouest.
Les Républicains marchent alors sur Léogâne mais alors qu'ils se déploient sur la plaine à proximité de la ville ils sont rejoints par les meneurs mulâtres de Léogâne. Ceux-ci s'étaient cachés dans les champs de cannes et annoncent à Rigaud que les Britanniques ont découvert la conspiration et que plusieurs républicains ont été arrêtés.

## La bataille
Rigaud décide néanmoins de poursuivre l'attaque. Le deuxième bataillon de la légion de l'égalité du Sud, commandé par le lieutenant-colonel Faubert, lance le premier assaut, mais il se heurte à une redoute érigée sur la route. Les Républicains sont d'abord repoussés par un feu très vif, mais la cavalerie commandée par le chef d'escadron Marc Borneau contourne et attaque sur le flanc droit, tandis que la légion de l'Ouest pénètre dans les fossés de la ville, où elle livre de durs combats, mais après une heure de combat, les Républicains escaladent les murs et s'emparent de la place. De son côté, Pétion fait bombarder le fort Lapointe (ou fort Ça-Ira pour les révolutionnaires) avec son artillerie. Le fort, malgré ses onze canons de 12 et de 13, cède et est pris par les Républicains, qui tournent les canons vers les navires britanniques, qui sont contraints de fuir.

## Pertes
Les pertes républicaines sont de 12 morts et d'autant de blessés
Les Anglo-royalistes laissent 150 prisonniers, notamment le bataillon allemand du régiment de Berwick, qui est entièrement capturé.
Les prisonniers royalistes sont jugés par une commission militaire et plusieurs sont condamnés à mort, Labuissonière, notamment, mulâtre, qui avait livré la ville aux Anglais. Des femmes de couleur se présentent alors au général Rigaud, lui suppliant d'épargner les prisonniers, mais Rigaud ne voulut rien entendre. Il fut particulièrement rigoureux contre les prisonniers noirs et mulâtres qui avaient combattu avec les Anglais, ne leur pardonnant pas d'avoir rallié un parti esclavagiste.
Dans ses mémoires, le général François Joseph Pamphile de Lacroix écrit : « Le général Rigaud faisait mordre la poussière aux traîtres qui avaient livré cette ville et qu'il avait pu atteindre. Tous ceux de sa couleur qui se laissaient prendre portant un habit rouge étaient incontinent fusillés. Il se montrait aussi inexorable envers eux qu'envers les blancs émigrés ou créoles; sa dure inflexibilité lui attira beaucoup de haines » .
Les prisonniers britanniques européens sont en revanche bien traités. Ils sont conduits aux Cayes, chose rare selon l'historien Thomas Madiou, aucun n'est dépouillé. Néanmoins, une fois arrivés aux Cayes, deux prisonniers, l'officier royaliste blanc Thiballier et le curé de Léogane, sont fusillés.